# Abaraeus hamifer
Abaraeus hamifer är en skalbaggsart som beskrevs av Aurivillius 1907. Abaraeus hamifer ingår i släktet Abaraeus och familjen långhorningar. Inga underarter finns listade i Catalogue of Life.